# 아테네의 아고라

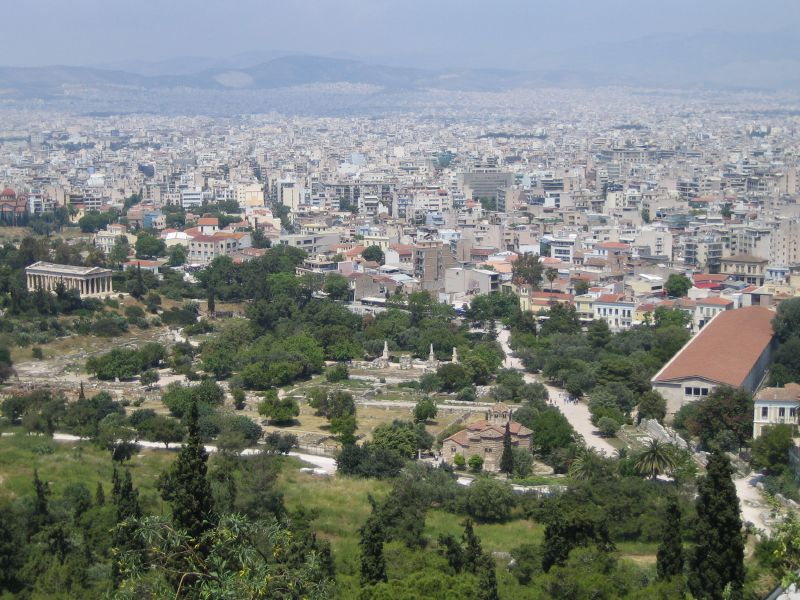

아테네의 아고라(그리스어: Αρχαία Αγορά της Αθήνας)는 고대 그리스 아테네에 있던 아고라이다. 아테네의 아고라는 아테네 중앙 북서부에 위치한, 주위에 각종 공공 시설이 배치된 광장 · 시장이며, 시민 교류의 장소이기도 했다.